# Аю-Даг (шхуна)
«Аю-Даг», «Аюдаг» или «Аю-Дах» — парусная шхуна Черноморского флота Российской империи, иногда упоминается в качестве яхты. Шхуна находилась в составе флота с 1856 по 1868 год, совершала плавания в акватории Чёрного моря, использовалась в качестве гидрографического и брандвахтенного судна, по окончании службы была списана на слом.

## Описание судна
Парусная шхуна водоизмещением 175 тонн. Длина шхуны составляла 28 метров, ширина — 6,7 метра, а осадка — 2,7 метра. Вооружение судна состояло из восьми орудий. Название шхуна получила в честь крымской горы Аю-Даг. Была единственным парусным судном в составе Российского императорского флота, носившим это наименование.

## История службы
Шхуна «Аю-Даг» была приобретена в 1856 году у князя Кочубея для нужд Черноморского флота России.
В кампанию 1857 года занимала брандвахтенный пост у Севастополя, а также использовалась для выполнения гидрографических работ в Чёрном море. В следующем, 1858 году, на шхуне вновь выполнялись гидрографические работы в том же море. С 1859 по 1864 год занимала брандвахтенный пост на Очаковском рейде, а также выходила в плавания в Чёрное море, в том числе к его восточному берегу в 1860 и 1861 годах.
С 1862 по 1864 год несла брандвахтенную службу на очаковском рейде.
В 1867 году шхуна продана на слом, а 30 ноября (12 декабря) следующего года исключена из списков судов Черноморского флота.

## Командиры шхуны
Командирами парусной шхуны «Аю-Даг» в составе Российского императорского флота в разное время служили:
- лейтенант князь Л. А. Ухтомский (1857—1858 годы)[12];
- лейтенант Е. Г. Банков (1859 год)[13];
- капитан-лейтенант Л. В. Ревуцкий (1859 год[комм. 1])[15];
- лейтенант А. Д. Палеолог (1859—1861 годы)[16];
- капитан-лейтенант В. Ф. Трегубов (1862—1864 годы)[10].